# Lovisa av Baden

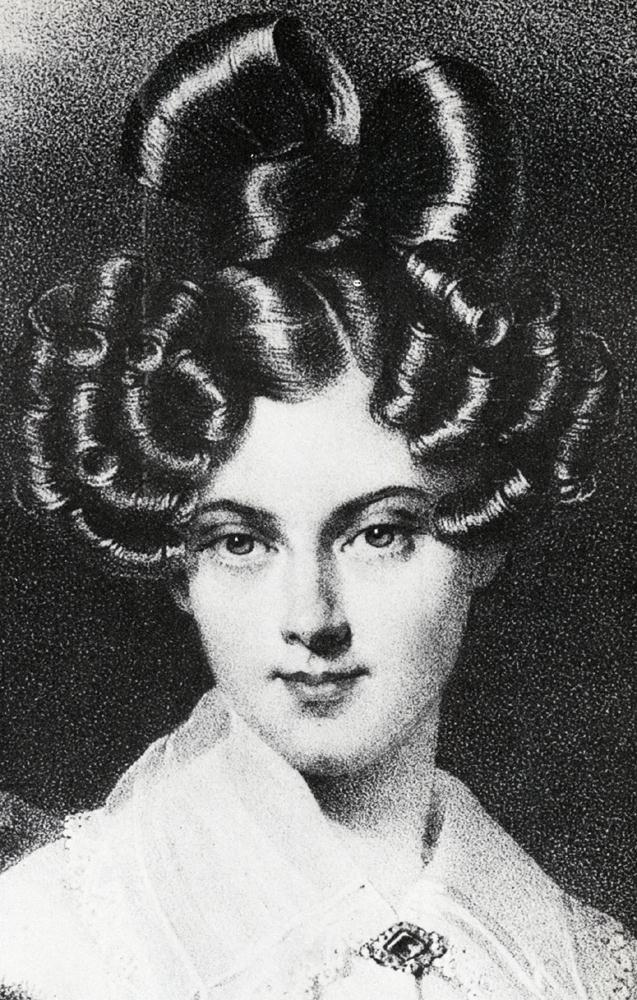
Lovisa av Wasa, född Luise av Baden.

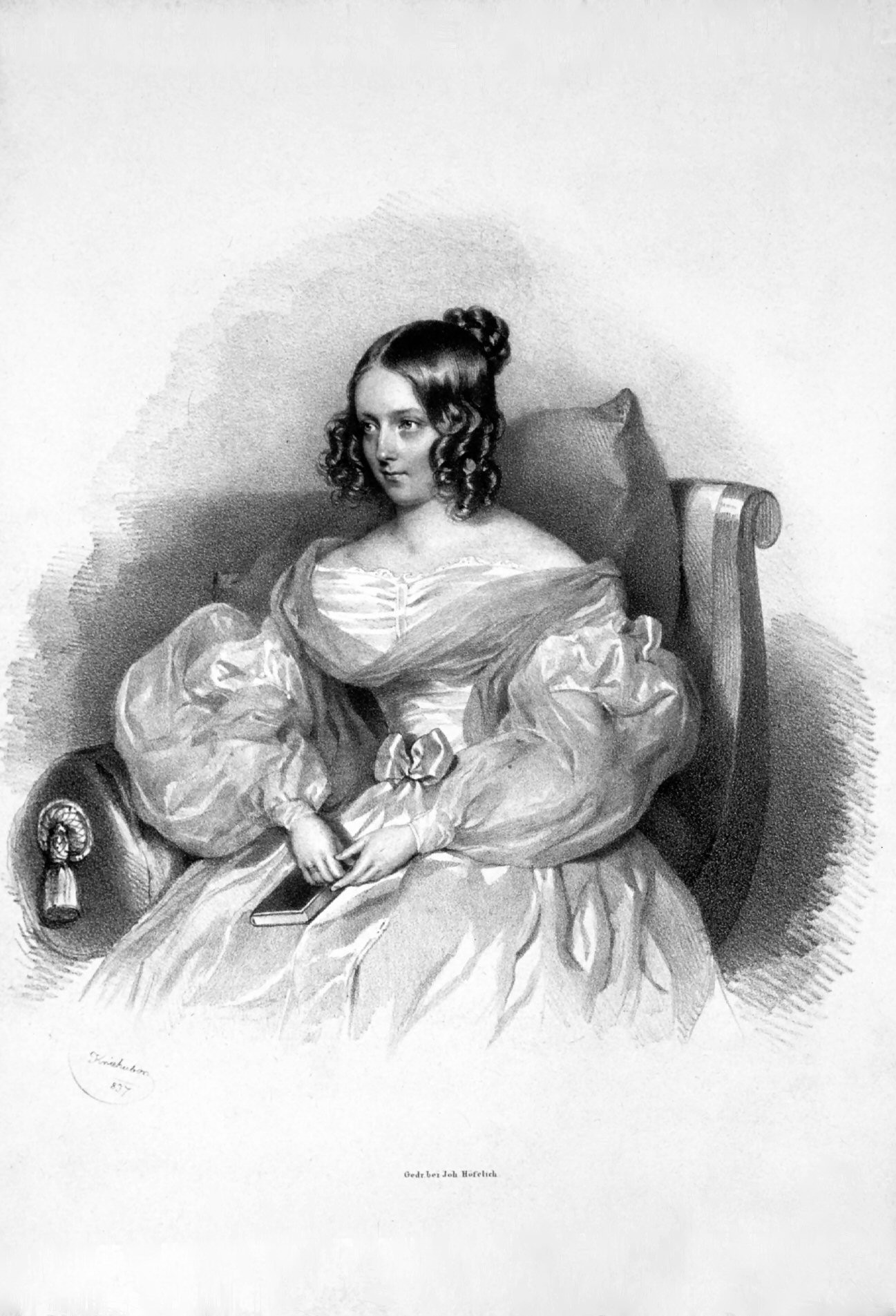
Prinsessan Lovisa; litografi av Josef Kriehuber från år 1837.

Lovisa av Baden (Luise Amelie Stephanie), född 5 juni 1811 i Schwetzingen, död 19 juli 1854 i Karlsruhe, var prinsessa av Wasa. Hon var äldst av fem barn till storhertig Karl av Baden och Stéphanie de Beauharnais.
Hon gifte sig 9 november 1830 i Karlsruhe med sin kusin, den svenske tronpretendenten prins Gustav, Prins av Wasa. Därefter titulerades Lovisa prinsessa av Wasa. Paret bodde i Wien, där de hyrde olika palats, bland annat Palais Auersperg och Palais Modena (nära Hofburg) och umgicks vid kejsarhovet i Schönbrunn. Deras äktenskap, som var arrangerat, blev efter hand mycket olyckligt och avslutades med skilsmässa 1843.

## Barn
1. Ludvig (3 februari 1832–17 februari 1832), kallad Louis.
2. Karolina (1833–1907), kallad Carola.